# La legge del Far West
La legge del Far West (Temple Houston) è una serie televisiva western statunitense in 26 episodi trasmessi per la prima volta nel corso di una sola stagione dal 1963 al 1964.

## Trama
Temple Houston è un uomo di legge che vaga per il vecchio West accompagnato dal fido George Taggert, ex pistolero e fuorilegge. I due difendono i deboli e gli oppressi. Nel primo episodio Temple si trova a difendere due fratelli, su richiesta della sorella, accusati di aver ucciso uno sceriffo.
La serie è basata vagamente sulla carriera dell'avvocato cowboy Temple Houston (1860-1905), figlio del più famoso Sam Houston, con diversi risvolti umoristici tipici della commedia.

## Personaggi
- Temple Houston (26 episodi, 1963-1964), interpretato da	Jeffrey Hunter.
- George Taggart (26 episodi, 1963-1964), interpretato da	Jack Elam.
- Claude Spanker (2 episodi, 1963-1964), interpretato da	Parley Baer.
- Ford Conley (2 episodi, 1963-1964), interpretato da	William Bramley.
- Jed Dobbs (2 episodi, 1963-1964), interpretato da	John Dehner.
- soldato Keller (2 episodi, 1963-1964), interpretato da	Robert Phillips.
- sindaco (2 episodi, 1963-1964), interpretato da	Walter Sande.
- Henry Rivers (2 episodi, 1963-1964), interpretato da	Simon Scott.
- Marian Carter (2 episodi, 1964), interpretata da	Carol Byron.
- Sodbuster (2 episodi, 1964), interpretato da	Sammy Jackson.
- Amos Riggs (2 episodi, 1964), interpretato da	Charles Lane.
- Murdock (2 episodi, 1964), interpretato da	Claude Stroud.
- Harry Cobb (2 episodi, 1964), interpretato da	Larry Ward.
- Speedy Jackson (2 episodi, 1964), interpretato da	Dave Willock.

## Produzione
La serie fu prodotta da Apollo Productions, Rancom Productions, Temple Houston Company e Warner Bros. Television e girata negli studios della Warner Brothers a Burbank in California. Fu l'unica serie prodotta da Jack Webb venduta a una rete durante i suoi dieci mesi come capo della produzione alla Warner Bros. Television. Fu anche la prima serie TV della Warner Bros. Television ad essere trasmessa su una rete diversa dalla ABC, e l'unica serie televisiva in cui l'attore Jeffrey Hunter ebbe un ruolo regolare.
I primi abbozzi per un tentativo di produzione di una serie ispirata a Temple Houston risalgono al 1957. Ci vollero circa sei anni perché si girasse un episodio pilota. Il pilot, The Man From Galveston, fu girato a marzo del 1963 ma non fu mai trasmesso in televisione. Il pilot, della durata 57 minuti, uscì nelle sale nel dicembre del 1963. L'attore Jeffrey Hunter era l'unico membro del cast a interpretare la parte sia nel pilot che nella serie, anche se il suo personaggio era chiamato Timothy Higgins nel pilot.

### Registi
Tra i registi della serie sono accreditati:
- Leslie H. Martinson (6 episodi, 1963-1964)
- William Conrad (5 episodi, 1963-1964)
- Robert Totten (4 episodi, 1963)
- Irving J. Moore (3 episodi, 1963-1964)
- Alvin Ganzer (2 episodi, 1963)

## Distribuzione
La serie fu trasmessa negli Stati Uniti dal 1963 al 1964 sulla rete televisiva NBC.
In Italia è stata trasmessa con il titolo La legge del Far West. Ebbe anche una limitata distribuzione in syndication internazionale in Giappone nel 1963 e sulla televisione australiana regionale Southern Cross Television nel 1974. In Gran Bretagna la serie in onda nel corso del 1964.

## Episodi
| Stagione       | Episodi | Prima TV USA |
| -------------- | ------- | ------------ |
| Prima stagione | 26      | 1963-1964    |